# کور بلکمولن
کور بلکمولن (هلندی: Cor Blekemolen؛ ۷ فوریه ۱۸۹۴ – ۲۸ نوامبر ۱۹۷۲) دوچرخه‌سوار اهل هلند بود.
وی در مسابقات کشوری و بین‌المللی در مجموع برندهٔ ۱ مدال طلا، ۱ مدال برنز شده‌است.